# Coppell (Texas)
Coppell è una località degli Stati Uniti d'America, situata nelle contee di Dallas e Denton, nello Stato del Texas.